# Celeriano (doméstico)
Celeriano (em latim: Celerianus) foi um oficial do século VI, ativo no reinado do imperador Justino I (r. 518–527). Era o doméstico de Vitaliano e foi assassinado com ele em julho de 520 nas dependências do Grande Palácio em Constantinopla sob ordens do imperador. Apareceu nas fontes como o "celário" de Vitaliano, o que talvez indica erro para bucelário.